# 荞山镇
荞山镇，是中华人民共和国云南省昭通市彝良县下辖的一个乡镇级行政单位。
2012年8月30日，云南省人民政府批复同意撤销荞山乡，设立荞山镇。

## 行政区划
荞山镇下辖以下地区：
安乐场村、猴街村、官房村、海坝村、双河村、田坝村、底武村、咪耳村和和平村。